# Bachiangchaleunsook
Bachiangchaleunsook es un distrito de la provincia de Champasak, Laos. A 1 de marzo de 2015 tenía una población censada de 57 762 habitantes.
Se encuentra ubicado al sur del país, sobre la meseta de Bolaven, cerca de las cataratas Khone Phapheng que forma el río Mekong, y de la frontera con Tailandia y Camboya.